# Pleurodema cordobae
Pleurodema cordobae é uma espécie de anfíbio anuro da família Leptodactylidae. Está presente na Argentina. A UICN classificou-a como pouco preocupante.